# Gustav Wilhelm Teschner
Gustav Wilhelm Teschner (Magdeburg, Saxònia-Anhalt, 1800 - Dresden, 1883) fou un músic alemany.
Després d'acabar els seus estudis de cant i composició a Berlín, marxà a Itàlia, on feu molta amistat amb Santini, realitzant sota la direcció d'aquest investigacions relatives a la música eclesiàstica antiga tant llatina com alemanya. Fruit d'aquestes foren les seves reedicions de nombroses obres musicals religioses i profanes dels segles xvi i xvii, entre les primeres col·leccions Psalmengesänge, Hassler (1608); Geistliche Lieder, Eccard (1597), i, Preussische Festlieder, de Stobaeus (1642-44).
També es distingí com a professor de cant, publicant moltes obres de caràcter pedagògic. Vers el 1853 s'establí a Viena, dedicant-se a l'ensenyança del cant amb gran èxit.